# 나이트 트레인 (2009년 영화)
《나이트 트레인》(영어: Night Train)은 미국, 독일, 루마니아에서 제작된 브라이언 킹 감독의 2009년 미스터리 스릴러 DVD 영화이다. 대니 글러버, 릴리 소비에스키, 스티브 잔 등이 출연하였고, 크리스토퍼 이버츠 등이 제작에 참여하였다. 《사라진 여인》(1938), 《말타의 매》(1941), 《열차 안의 낯선 자들》(1951) 등 여러 고전 서스펜스 영화들을 오마주하였다.

## 줄거리
크리스마스 이브에 야간열차를 탄 사람들이 바라보는 주체가 누구냐에 따라 안에 담긴 물건의 외양이 전혀 다르게 보이는 상자를 차지하기 위해 서로를 죽이기 시작한다.

## 출연진
- 대니 글러버
- 릴리 소비에스키
- 스티브 잔
- 마티아스 슈바이크회퍼
- 다카쓰나 무카이
- 이가와 도고
- 리처드 오브라이언
- 조 마
- 콘스턴틴 그레고리
- 하리 아니치킨
- 제프 벨

## 기타 제작진
- 공동 제작: 조 마
- 협력 제작: 니콜 하우스만, 실라 케리건, 마이클 러페트라
- 배역: 섀넌 매케이니언
- 의상: 제이미 본